# 栄生
栄生（さこう）は、愛知県名古屋市西区の町名。現行行政地名は栄生一丁目から栄生三丁目。住居表示実施済み。

## 地理
名古屋市西区の南部に位置し、東と南東に則武新町、北に名西と枇杷島、西に中村区栄生町と中村区塩池町と接する。

## 歴史

### 沿革
- 1994年（平成6年）2月14日 - 西区栄生一丁目・栄生二丁目・栄生三丁目が以下のとおり成立する[1]。
  - 西区栄生一丁目 - 藤ノ宮通1丁目・2丁目・3丁目の各一部、上更通1丁目・2丁目の各一部、縁場町2丁目の全域、1丁目の一部、大道町2丁目の全域、1丁目の一部[1]
  - 西区栄生二丁目 - 藤ノ宮通2丁目・3丁目の各一部、松前町2丁目・3丁目・1丁目の全域、松西町2丁目・1丁目の各一部[1]
  - 西区栄生三丁目 - 藤ノ宮通1丁目・2丁目の各一部、松西町2丁目・1丁目の各一部[1]

## 世帯数と人口
2019年（平成31年）2月1日現在の世帯数と人口は以下の通りである。
| 丁目       | 世帯数    | 人口    |
| ---------- | --------- | ------- |
| 栄生一丁目 | 954世帯   | 1,782人 |
| 栄生二丁目 | 635世帯   | 1,075人 |
| 栄生三丁目 | 647世帯   | 1,059人 |
| 計         | 2,236世帯 | 3,916人 |

### 人口の変遷
国勢調査による人口の推移
| 1995年（平成7年）  | 4,483人 | [ WEB 6 ]  |  |
| 2000年（平成12年） | 4,155人 | [ WEB 7 ]  |  |
| 2005年（平成17年） | 4,362人 | [ WEB 8 ]  |  |
| 2010年（平成22年） | 4,080人 | [ WEB 9 ]  |  |
| 2015年（平成27年） | 4,076人 | [ WEB 10 ] |  |

## 学区
市立小・中学校に通う場合、学校等は以下の通りとなる。また、公立高等学校に通う場合の学区は以下の通りとなる。
| 丁目       | 番・番地等 | 小学校               | 中学校                 | 高等学校 |
| ---------- | ---------- | -------------------- | ---------------------- | -------- |
| 栄生一丁目 | 全域       | 名古屋市立栄生小学校 | 名古屋市立天神山中学校 | 尾張学区 |
| 栄生二丁目 | 全域       | 名古屋市立栄生小学校 | 名古屋市立天神山中学校 | 尾張学区 |
| 栄生三丁目 | 全域       | 名古屋市立栄生小学校 | 名古屋市立天神山中学校 | 尾張学区 |

## 交通

### 鉄道
- 名古屋鉄道
NH 名古屋本線 栄生駅

### 道路
- 名古屋市道名古屋環状線（通称：環状線）
- 国道22号（通称：菊ノ尾通）
- 愛知県道67号名古屋祖父江線（通称：美濃街道）

## 施設

### 栄生一丁目

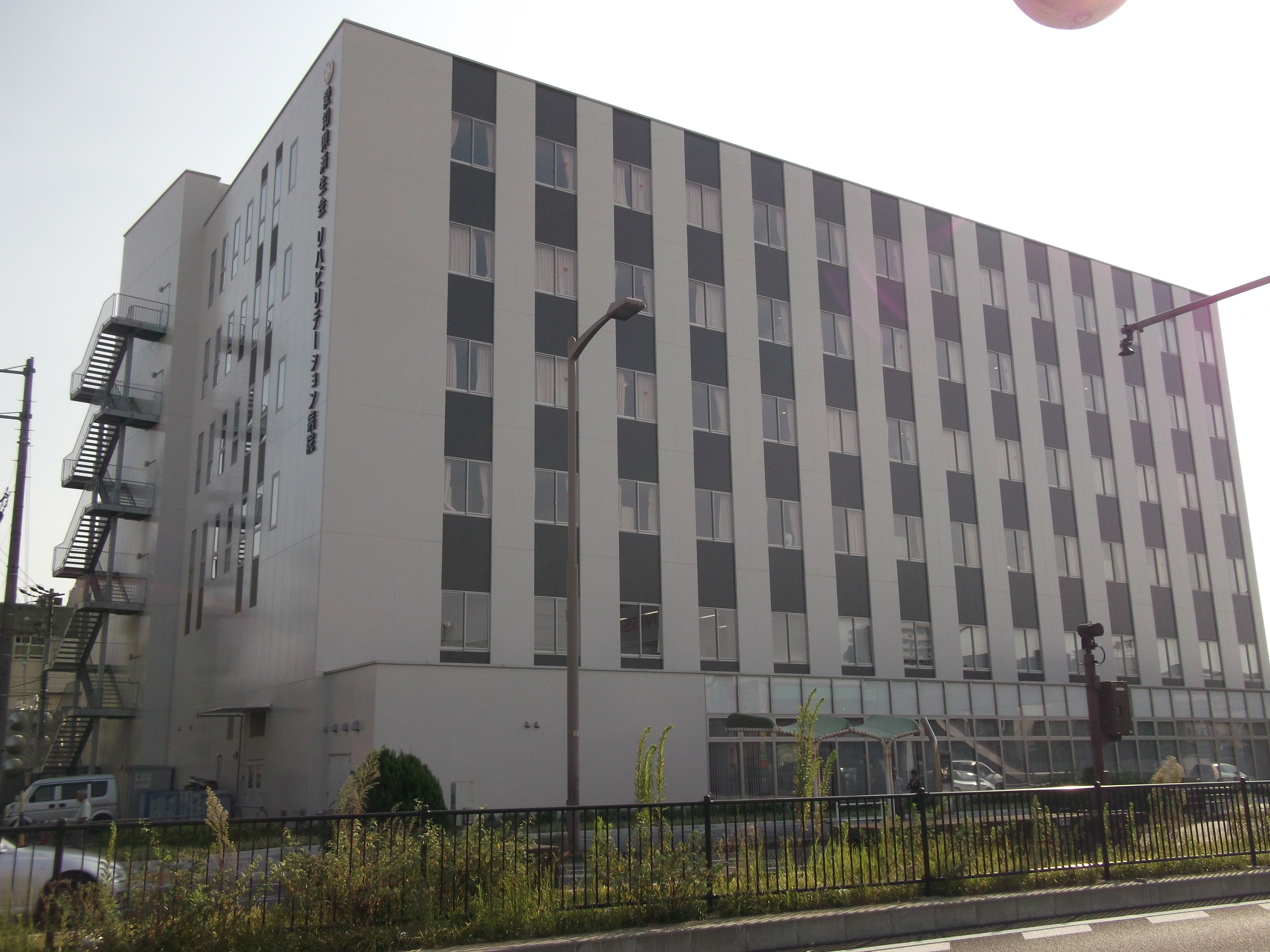
愛知県済生会リハビリテーション病院
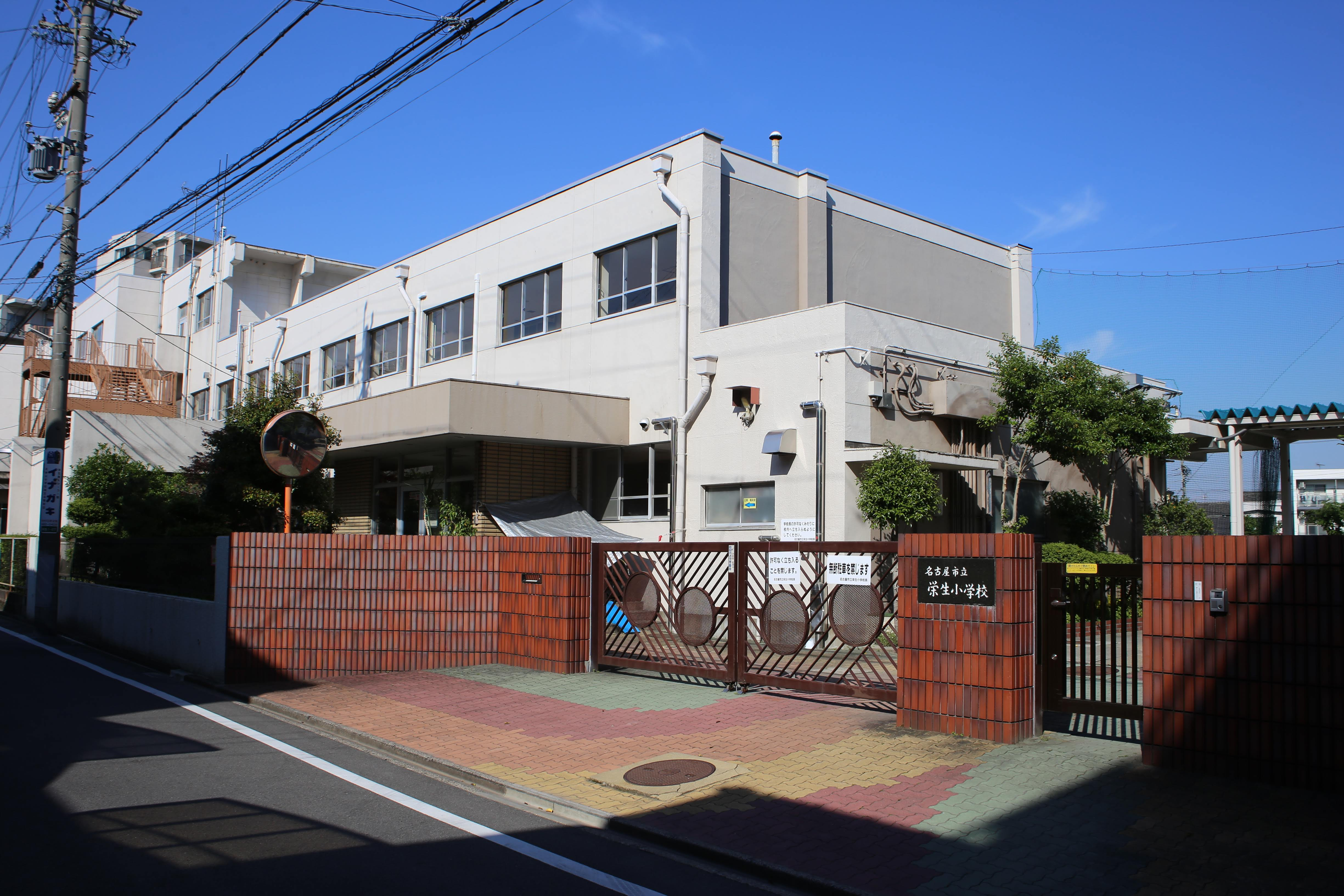
名古屋市立栄生小学校
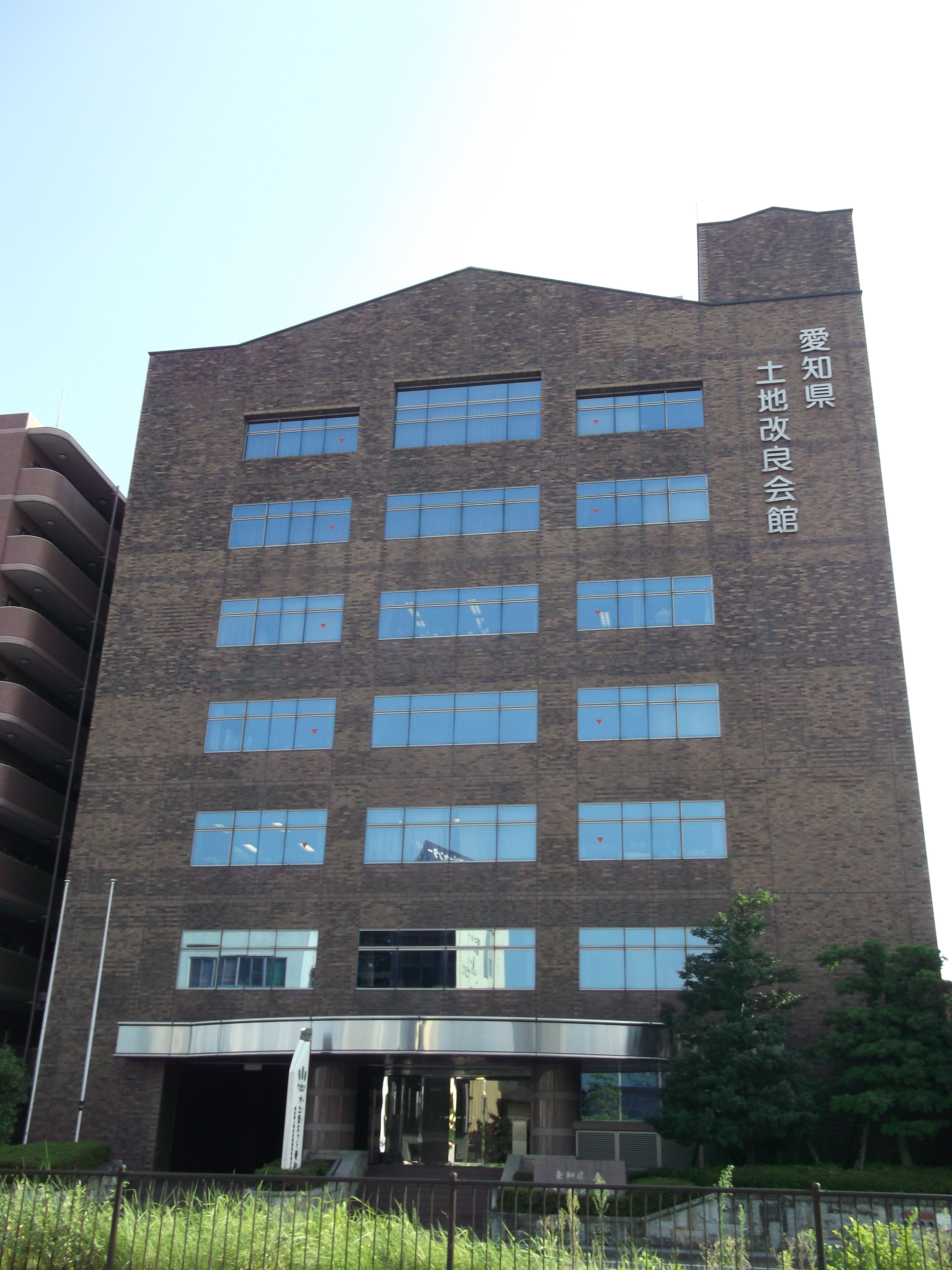
愛知県土地改良事業団体連合会
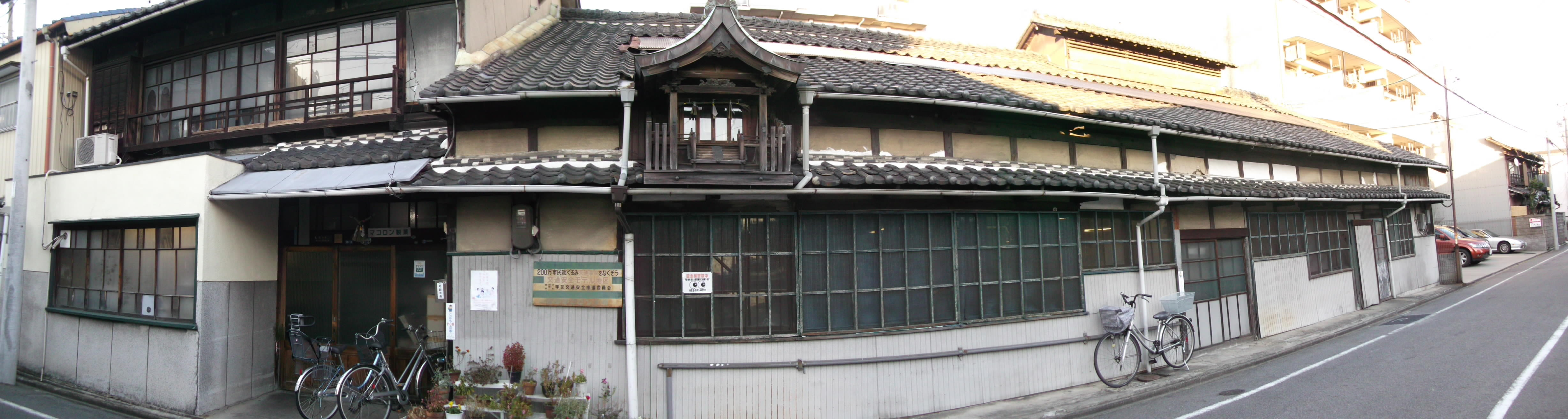
マコロン製菓
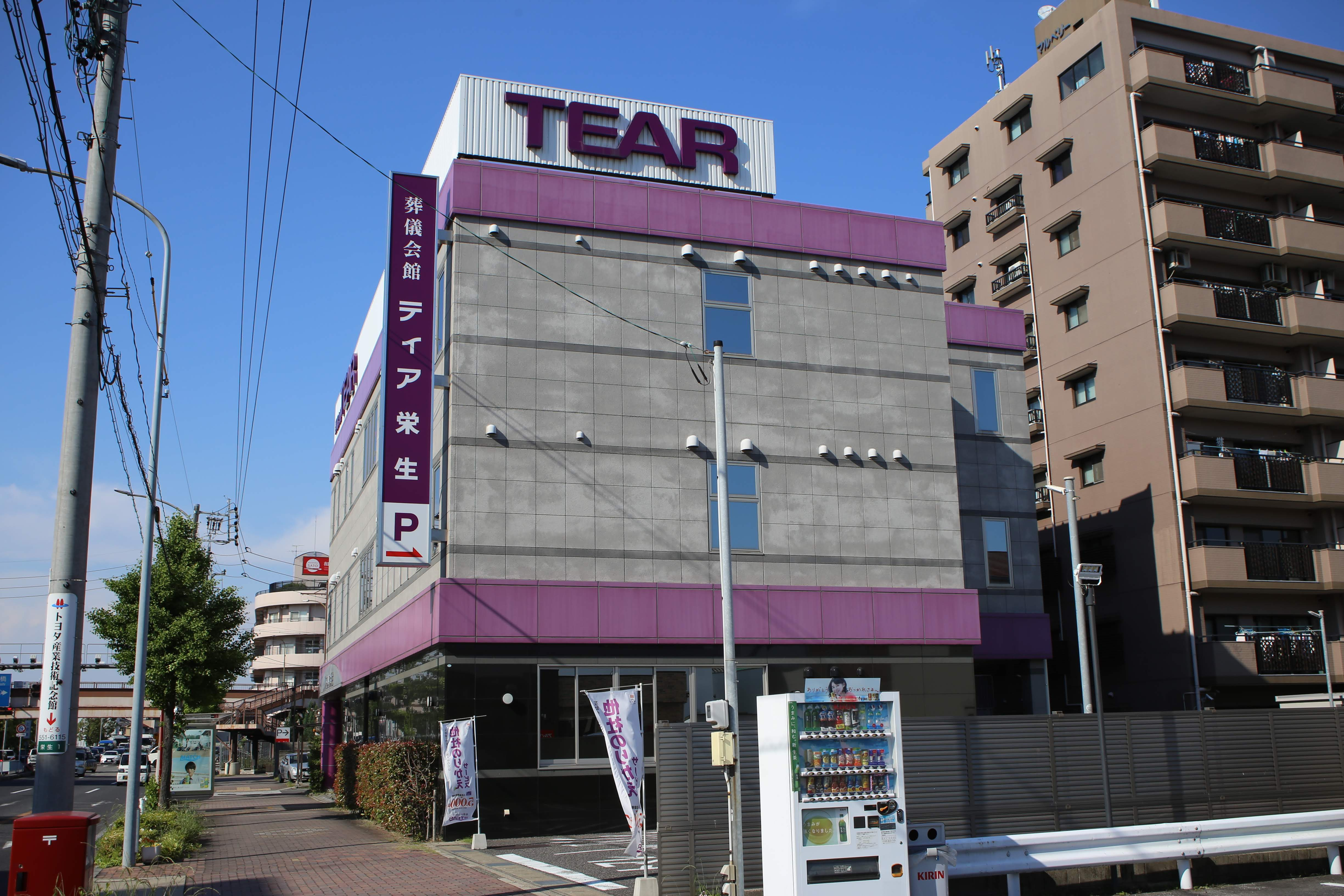
ティア栄生

- 名古屋市西文化センター

1982年（昭和57年）7月8日、館内に名古屋市西図書館の配本所として「にしぶん文庫」が設置されている。この文庫は毎月第2および第4木曜日に開放され、午後3時30分から午後7時までの間貸出業務を行っている。
- 名古屋市立栄生小学校
- マコロン製菓本社
- 名古屋厚生会館
- 愛知県土地改良事業団体連合会
- 名古屋市営大道荘
- 栄生公園
- 藤の宮保育園
- ティア栄生

- 愛知県済生会リハビリテーション病院
- 名古屋市立栄生小学校
- 愛知県土地改良事業団体連合会
- マコロン製菓
- ティア栄生

### 栄生二丁目

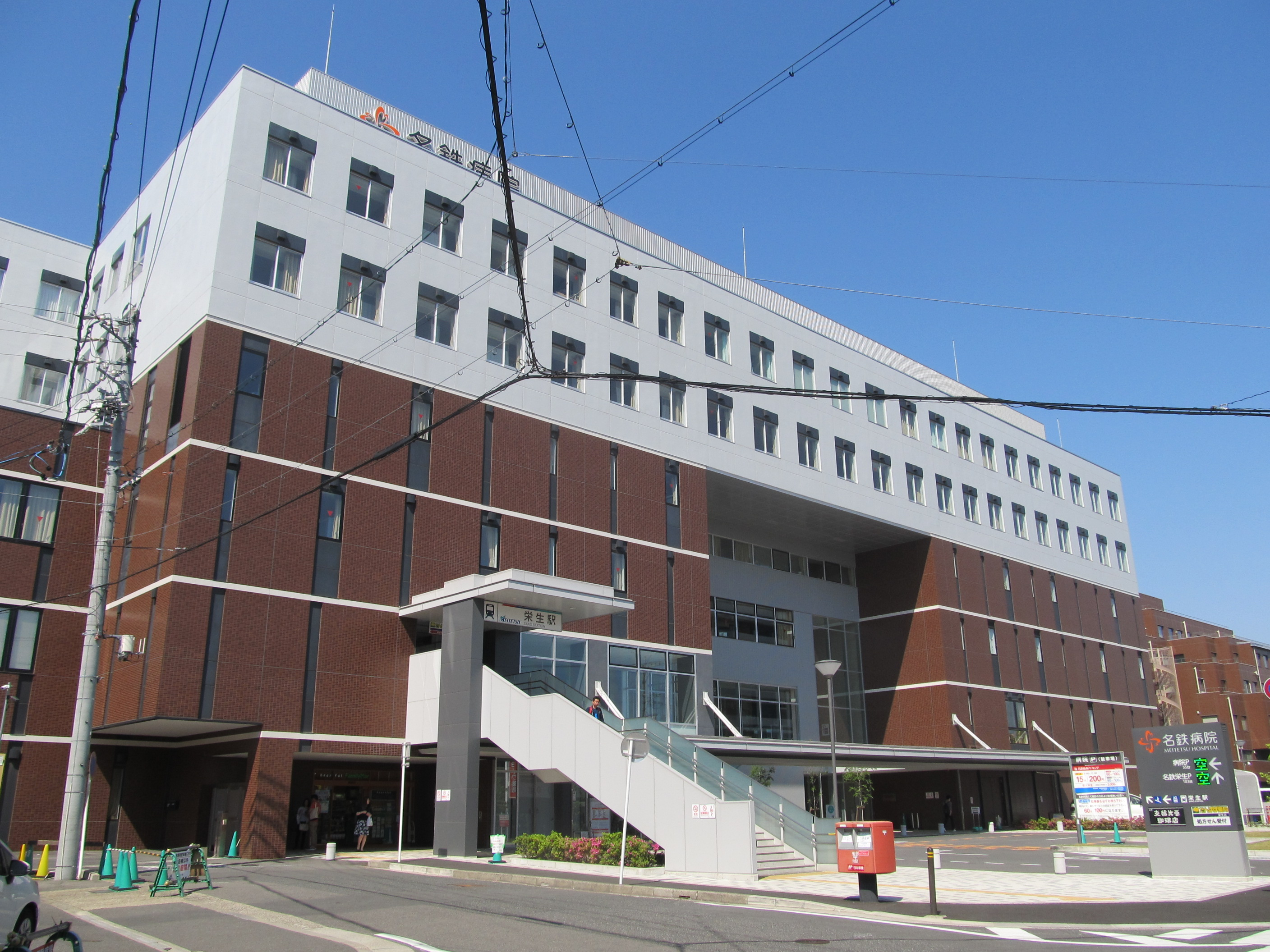
名鉄栄生駅
- 名鉄病院
- 名鉄看護専門学校
- 栄生稲荷社
- 栄生コミュニティセンター
- 天理教栄生分教会

- 名鉄病院

### 栄生三丁目

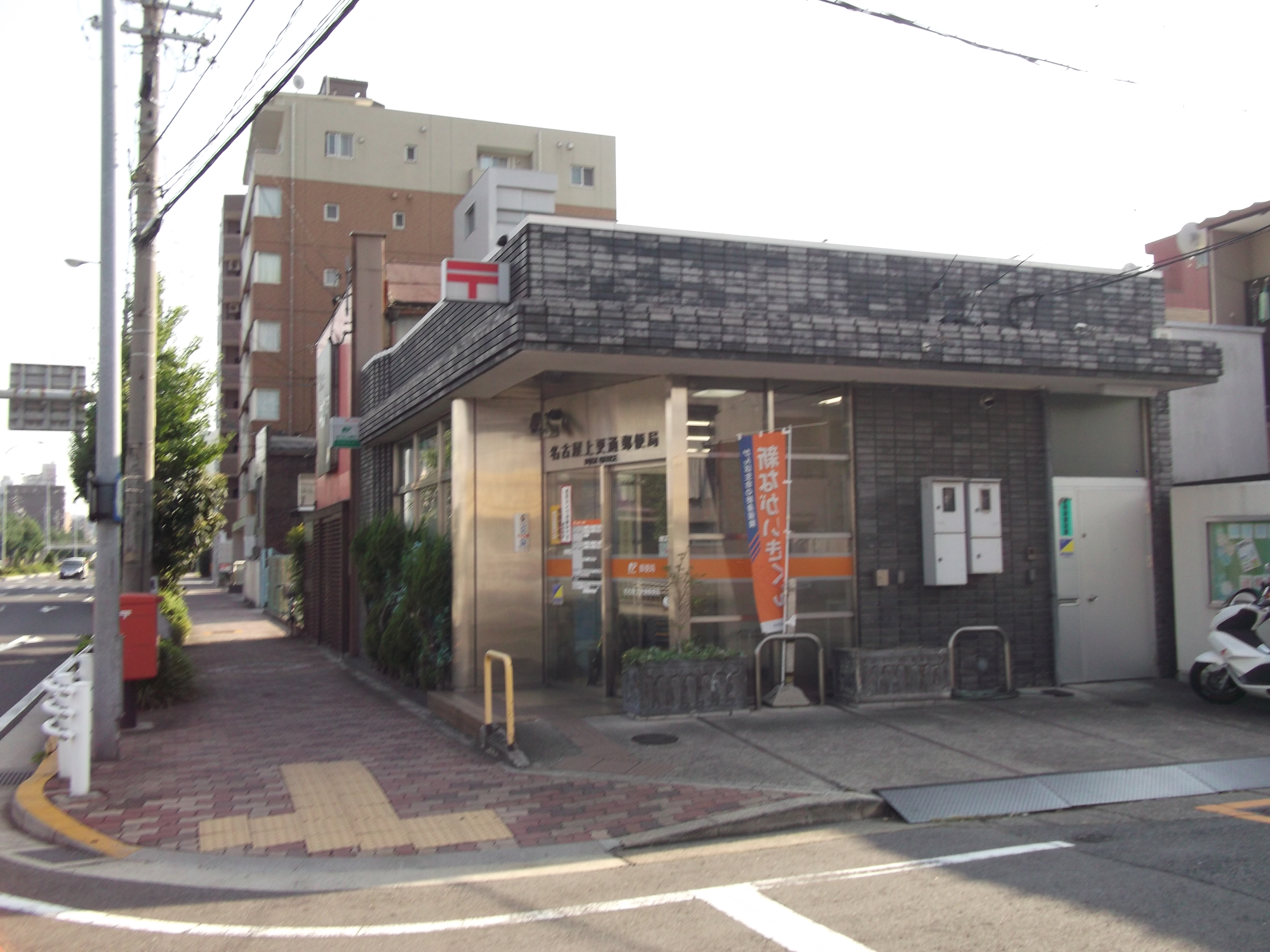
名古屋上更通郵便局
- 名古屋銀行枇杷島通支店
- 法敬寺
- 天理教薫西分教会

- 名古屋上更通郵便局

## その他

### 日本郵便
- 郵便番号 : 451-0052[WEB 3]（集配局：名古屋西郵便局[WEB 14]）。

### WEB
1. ↑  “愛知県名古屋市西区の町丁・字一覧”.   人口統計ラボ. 2019年3月10日閲覧。
2. 1 2  “町・丁目(大字)別、年齢(10歳階級)別公簿人口(全市・区別)”.   名古屋市 (2019年2月20日). 2019年3月10日閲覧。
3. 1 2  “郵便番号”.  日本郵便. 2019年3月10日閲覧。
4. ↑  “市外局番の一覧”.   総務省. 2019年1月6日閲覧。
5. ↑  “西区の町名一覧”.   名古屋市 (2017年6月1日). 2019年2月28日閲覧。
6. ↑  総務省統計局 (2014年3月28日). “平成7年国勢調査の調査結果(e-Stat) - 男女別人口及び世帯数 －町丁・字等” (CSV). 2019年4月27日閲覧。
7. ↑  総務省統計局 (2014年5月30日). “平成12年国勢調査の調査結果(e-Stat) - 男女別人口及び世帯数 －町丁・字等” (CSV). 2019年4月27日閲覧。
8. ↑  総務省統計局 (2014年6月27日). “平成17年国勢調査の調査結果(e-Stat) - 男女別人口及び世帯数 －町丁・字等” (CSV). 2019年4月27日閲覧。
9. ↑  総務省統計局 (2012年1月20日). “平成22年国勢調査の調査結果(e-Stat) - 男女別人口及び世帯数 －町丁・字等” (CSV). 2019年4月27日閲覧。
10. ↑  総務省統計局 (2017年1月27日). “平成27年国勢調査の調査結果(e-Stat) - 男女別人口及び世帯数 －町丁・字等” (CSV). 2019年4月27日閲覧。
11. ↑  “市立小・中学校の通学区域一覧”.   名古屋市 (2018年11月10日). 2019年1月14日閲覧。
12. ↑  “平成29年度以降の愛知県公立高等学校（全日制課程）入学者選抜における通学区域並びに群及びグループ分け案について”.   愛知県教育委員会 (2015年2月16日). 2019年1月14日閲覧。
13. 1 2  “西図書館”.   名古屋市図書館. 2020年4月11日閲覧。
14. ↑  郵便番号簿 平成29年度版 - 日本郵便. 2019年03月10日閲覧 (PDF)

### 書籍
1. 1 2 3 4  名古屋市告示第2号 平成6年1月7日付